# X Leonis Minoris
X Leonis Minoris är en pulserande variabel av RR Lyrae-typ (RRAB) i stjärnbilden Lilla lejonet. 

Stjärnan är av visuell magnitud +11,76 till 12,81 och varierar med en period av 0,6843086 dygn eller 16,42341 timmar. RR Lyrae-stjärnornas period varierar mellan 0,2 och 1,2 dygn med ett medianvärde på 0,5 dygn. X Leonis Minoris ligger alltså något över medelvärdet.